# Clisma opaco
Un clisma opaco è una procedura medica utilizzata per esaminare e diagnosticare varie problematiche del colon umano (intestino crasso). Immagini a raggi X vengono effettuate mentre un mezzo di contrasto, generalmente solfato di bario, riempie il colon attraverso il retto.

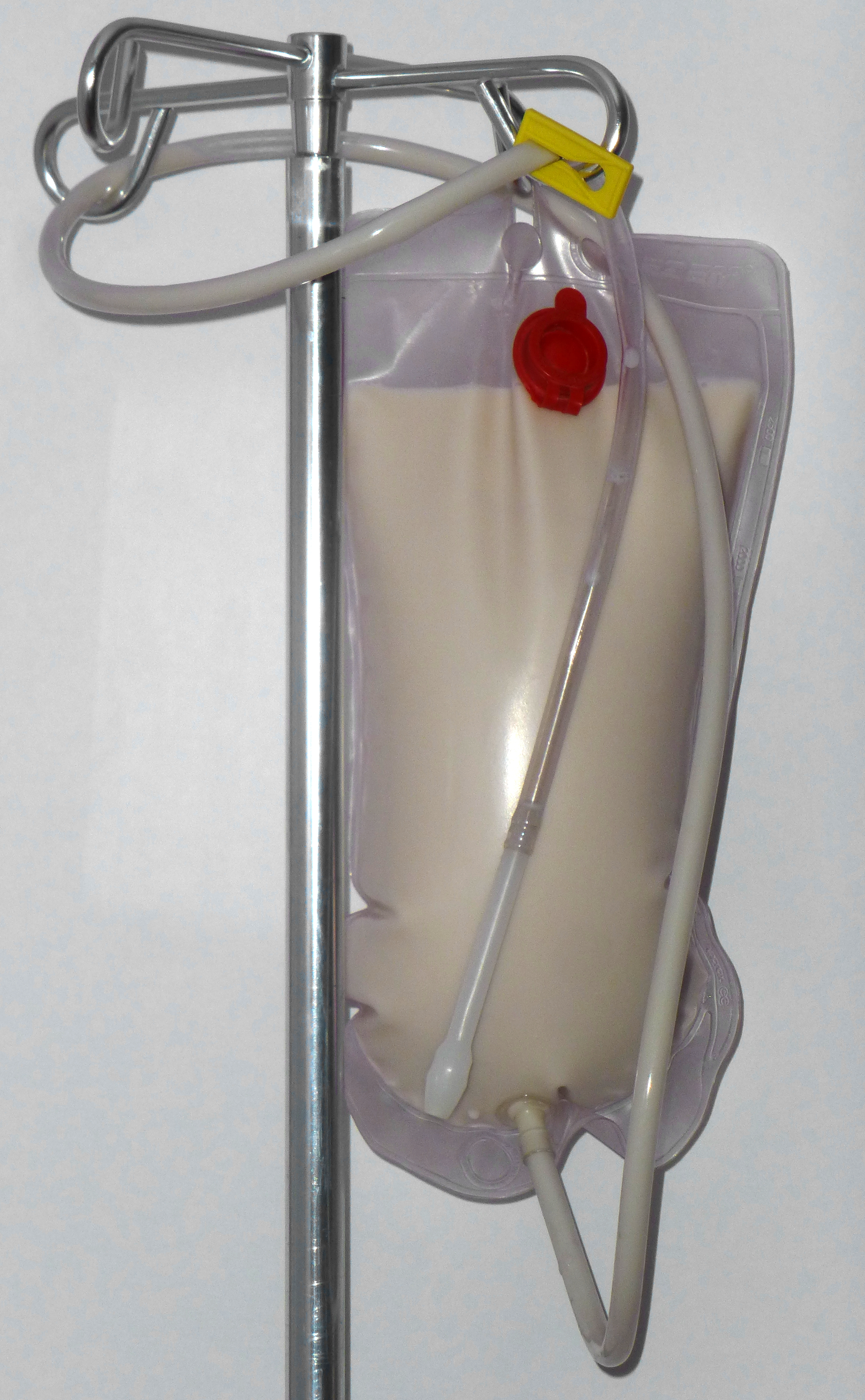
Clisma opaco in particolare sacchetto del enema monouso

Di solito la procedura viene utilizzata per controllare la salute dell'intestino e per diagnosticare e valutare il grado di malattie infiammatorie croniche intestinali come la colite ulcerosa e la malattia di Crohn. I polipi possono essere visti, anche se non rimossi (per quello occorre una colonscopia).
Altra condizione ben riscontrata con questo esame è la diverticolosi del colon (formazioni di sacche sulla parete del colon, che possono infiammarsi causando diverticolite).
Nei pazienti sani, il bario riempie il colon in modo uniforme e mostra un contorno normale dell'intestino, la sua pervietà (dovrebbe essere liberamente aperto), e la sua posizione.

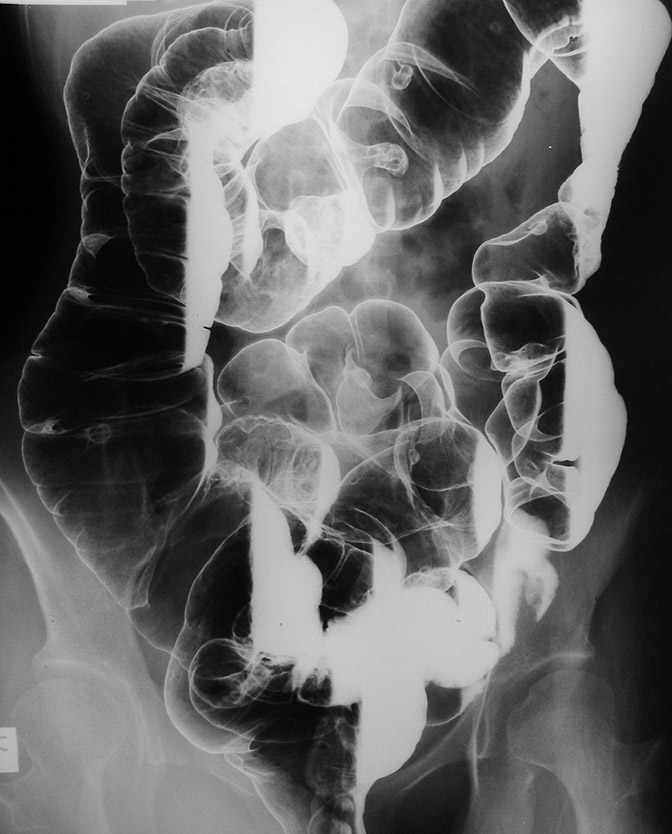
Poliposi multipla visibile al clisma opaco

Ulteriori possibili indicazioni all'esame:
- Colite
- Malattia di Hirschsprung
- occlusione intestinale